# Sturgis, Kentucky
Sturgis är en ort i Union County i delstaten Kentucky, USA.